# استفتاء 1984 في باكستان
أُجرى استفتاء حول سياسة أسلمة القوانين وتطبيق الحدود والشريعة الإسلامية التي أجراها الرئيس محمد ضياء الحق في باكستان في 19 ديسمبر 1984. سُئل الناخبون عما إذا كانوا يؤيدون مقترحات ضياء الحق لتعديل العديد من القوانين بما يتوافق مع القرآن والسنة، وما إذا كانوا يريدون استمرار هذه العملية، وما إذا كانوا يؤيدون الفكر الإسلامي لباكستان. يرى البعض أن الاستفتاء كان بمثابة وسيلة لتمديد ولاية ضياء الحق الرئاسية لمدة خمس سنوات أخرى. أُعلنت النتائج الرسمية الموافقة على الاستفتاء بنسبة 98.5٪ من الناخبين، وبنسبة إقبال 62.2٪. شكك بعض المراقبين المستقلين في نسبة الإقبال المُعلنة، وقالوا أنها قد تصل إلى 30٪.

## النتائج
| الاختيار          | الأصوات    | ٪    |
| ----------------- | ---------- | ---- |
| مع                | 21253757   | 98.5 |
| ضد                | 316،918    | 1.5  |
| أصوات باطلة       | 180226     | -    |
| مجموع             | 21،750،901 | 100  |
| الناخبون المسجلون | 34،992،425 | 62.2 |